# Ode to J. Smith
Ode to J. Smith to szósty album szkockiej grupy rockowej Travis, wydany 29 września 2008 roku.

## Lista utworów
1. Chinese Blues - 3:46
2. J. Smith - 3:04
3. Something Anything - 2:22
4. Long Way Down - 2:39
5. Broken Mirror - 3:12
6. Last Words - 4:11
7. Quite Free - 4:00
8. Get Up - 3:13
9. Friends - 3:24
10. Song to Self - 3:46
11. Before You Were Young - 3:19